# جنرال الکتریک اف۴۰۴
جنرال الکتریک اف۴۰۴ (به انگلیسی: General Electric F404) یک موتور هواگرد ساختِ کارخانهٔ جی‌ئی اوییشن در کشور ایالات متحده آمریکا است.